# Jessica Barden

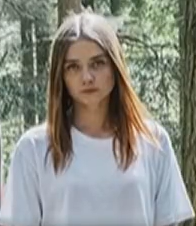
Jessica Barden (2018)

Jessica Amy Barden (* 21. Juli 1992 in Northallerton, North Yorkshire) ist eine britische Schauspielerin.

## Leben und Karriere
Jessica Barden wurde im Juli 1992 in Northallerton in der englischen Grafschaft North Yorkshire geboren und zog 1995 nach Wetherby, West Yorkshire, wo sie die Wetherby High School besuchte.
Ihre erste Rolle hatte Barden 1999 in einer Episode der britischen Fernsehserie Meine Eltern, die Aliens. Danach trat sie erst 2005 wieder in einer Episode der Comedyserie No Angels auf. Ihr Leinwanddebüt gab sie 2007 im Film Mrs Ratcliffe’s Revolution als Mary Ratcliffe. Von März 2007 bis September 2008 war sie als Kayleigh Morton in der britischen Seifenoper Coronation Street zu sehen. 2010 spielte sie in der Komödie Immer Drama um Tamara die Rolle der Jody Long.
Einem breiteren Publikum auch außerhalb des Vereinigten Königreichs wurde Barden durch ihre Rolle als Sophie in Joe Wrights Film Wer ist Hanna? (2011) und ihrer Rolle als Alyssa in der Netflix-Serie The End of the F***ing World bekannt.
Barden ist seit März 2021 mit dem US-amerikanischen Regisseur Max Winkler – dem Sohn des US-Schauspielers Henry Winkler – verheiratet und hat mit ihm ein Kind (* 2021).

## Filmografie (Auswahl)
- 1999: Meine Eltern, die Aliens (My Parents Are Aliens, Fernsehserie, Episode 1x03)
- 2005: No Angels (Fernsehserie, Episode 2x03)
- 2007: Mrs Ratcliffe’s Revolution
- 2007–2008: Coronation Street (Fernsehserie, 72 Episoden)
- 2010: Immer Drama um Tamara (Tamara Drewe)
- 2011: Wer ist Hanna? (Hanna)
- 2012: In the Dark Half
- 2012: Vera – Ein ganz spezieller Fall (Vera, Fernsehserie, Episode 2x01)
- 2012: Comedown
- 2013: Mindscape
- 2014: Lullaby
- 2015: Am grünen Rand der Welt (Far from the Madding Crowd)
- 2015: The Lobster
- 2016: Murder (Fernsehserie, Episode 1x03)
- 2016: Penny Dreadful (Fernsehserie, Episoden 3x02–3x08)
- 2016: Ellen (Fernsehfilm)
- 2016: Mindhorn
- 2016: Sweet Maddie Stone (Kurzfilm)
- 2017–2019: The End of the F***ing World (Fernsehserie, 16 Episoden)
- 2017: Habit
- 2018: The New Romantic
- 2018: Earthy Encounters (Kurzfilm)
- 2018: Scarborough
- 2019: Lambs of God (Miniserie, 4 Episoden)
- 2019: Jungleland
- 2020: Better Things (Fernsehserie, 3 Episoden)
- 2020: Holler
- 2020: Urban Myths (Fernsehserie, Episode 4x02)
- 2020: Pink Skies Ahead
- 2021–2022: Robot Chicken (Fernsehserie, Stimme, 4 Episoden)
- 2022: Ein Teil von ihr (Pieces of Her, Fernsehserie, 7 Episoden)
- 2023–2024: You & Me (Fernsehserie, 4 Episoden)
- 2023–2024: American Horror Stories (Fernsehserie, 2 Episoden)
- 2024: Hearts of Stone (Kurzfilm)
- 2024: Dune: Prophecy (Fernsehserie)